# Marco Hasenkopf
Marco Hasenkopf (* 1973 in Hamm, Westfalen) ist ein deutscher Schriftsteller und Theaterproduzent.

## Leben
Hasenkopf studierte Klassische Archäologie, Philosophie und Alte Geschichte in Münster. Anschließend absolvierte er ein Studium sowie eine Ausbildung zum Drehbuchautor in Stuttgart, Hannover und Leipzig. Viele Jahre war Marco Hasenkopf an unterschiedlichen Theaterhäusern sowie für diverse Filmproduktionsfirmen tätig. Heute lebt er mit seiner Familie in Köln.
Marco Hasenkopf ist Gründer des Produktionslabels distriktneun, das sich selbst als „Kreative Forschungsstelle für Analogisierungsprozesse“ bezeichnet. distriktneun produziert vornehmlich Theaterstücke, die im Öffentlichen Raum gezeigt werden. Die Produktion Caput VIII – Heine in Müllem wurde ausgezeichnet mit dem Kurt-Hackenberg-Preis für politisches Theater 2017.
Als Autor schreibt er Theaterstücke, Drehbücher und Romane. 2020 veröffentlichte er den Köln-Krimi Köln 300 °C. Er konzipierte die Projekte Babel 1 und Babel 2 – eine literarische Spurensuche Kölner Migration – die er 2010 bzw. 2011 durchführte. In den Jahren 2014 und 2016 entstanden zwei Stadtteilschreiber-Projekte, 2016 mit der Lyrikerin Lütfiye Güzel. 2017 leitete Marco Hasenkopf ein interkulturelles Autorencamp in Köln, bei dem Autoren wie die iranische Lyrikerin Pegah Ahmadi mit unterschiedlichem kulturellem Hintergrund einen Monat lang zusammenarbeiteten. 
Hasenkopf ist Mitglied des Syndikats, der Vereinigung deutschsprachiger Krimiautoren. 

## Werke

### Bücher
- Leichenfänger: Ein Fall für Rosa Bach. Psychothriller. dp Verlag, Köln 2020, ISBN 978-3-9681-7394-8.
- Köln 300 °C. Köln-Krimi. Emons Verlag, Köln 2020, ISBN 978-3-7408-0792-4.
- Der letzte Sturm. digitalpublishers, Juni 2020
- Eisflut 1784. Historischer Kriminalroman. Emons, Köln 2021, ISBN 978-3-7408-1169-3.
- Köln 9mm. Köln-Krimi. Emons, Köln 2023, ISBN 978-3-7408-1729-9.

### Hörbücher
- Leichenfänger: Ein Fall für Rosa Bach. Psychothriller. dp audiobooks, Köln 2020, ISBN 978-3-96817-308-5

### Theaterstücke
- Hermann und Dorothea – Ein Idyll. Theatrale Stadtraumerkundung mit Schauspiel, Puppenspiel und Musik, nach Johann Wolfgang Goethe. Köln 2020.
- Böllen: Irgendwas mit Büchern. Theatrale Stadtteilerkundung mit Heinrich Böll. Köln 2018.
- Caput VIII – Heine in Müllem. Theatrale Stadtteilbegehung mit Schauspiel, Projektionen und Musik. Köln 2017. Ausgezeichnet mit dem Kurt-Hackenberg-Preis für politisches Theater 2017.
- P.N.O.R’ 99 – Party Of No Return – Emscher Drama Preis 2001 UA Theater im Depot, Dortmund

### Drehbücher
- Stühle im Schnee. Kriminalfilm von Florian Anders, mit Josefine Preuß und Alexander Sternberg, Deutschland 2007
- Myps. Kurz-Spielfilm von Sebastian Schnabel, mit Olaf Krätke und Sotiria Loucopoulos, Deutschland 2008